# Котляр Євген Євгенович
Євген Євгенович Котляр — український художник, графік, книжковий ілюстратор.
Ілюстрував книги у видавництві «Веселка», зокрема видання серії «Пригоди. Фантастика».
У 1970-1980 роках ілюстрував твори Т. П. Коломієць.
У 1970-1980 роках разом з Жуковським А. Б. ілюстрував Буквар та Читанку авторства Вашуленка М. С. та Скрипченко Н. Ф. видавництва «Радянська школа» (1978, 1980, 1983, 1985, 1986, 1987).

## Роботи

### Обкладинки
- Васьок Трубачов і його товариші (1985)
- Сухий колодязь (1990)

### Внутрішні ілюстрації
- Еліксир життя (1972)
- Земля, де починаються дороги (1972, 1975)
- Катамаран (1974)
- Сімнадцяте літо (1975)
- Жорстокий ліс (1976)
- Павлик Морозов (1977)
- Щаслива зірка полковника Кладо (1978)
- Тимкові крила (1979)
- Як вони поживають (1980)
- Березнева повінь (1980)
- Інженери (1983)
- Три перемоги (1984)
- Битва з чорним бароном (1984)
- Поштарик (1986)
- Учись жити, Сашко Жуков (1986)
- Книга пригод (1991)
- Утрачений світ (1994)